# Commission économique et sociale pour l'Asie et le Pacifique
La Commission économique et sociale pour l'Asie et le Pacifique ou CESAP (en anglais Economic and Social Commission for Asia and the Pacific ou ESCAP), basée à Bangkok (Thaïlande), est une des cinq commissions régionales de l'Organisation des Nations unies pour l'Asie et l'Océanie.
Elle est créée en 1947 sous le nom de Commission économique des Nations unies pour l'Asie et l'Extrême-Orient ou ECAFE (en anglais United Nations Economic Commission for Asia and the Far East) pour encourager la coopération économique entre les États membres. En 1974, elle change de nom pour prendre l'actuel.
La CESAP est composée de 53 États membres et de neuf États associés qui répondent du Conseil économique et social des Nations unies.

## États membres
| - Afghanistan - Arménie - Australie - Azerbaïdjan - Bangladesh - Bhoutan - Brunei - Cambodge - Chine - États-Unis - Fidji - France - Géorgie - Inde | - Indonésie - Iran - Japon - Kazakhstan - Kiribati - Corée du Nord - Corée du Sud - Kirghizistan - Laos - Malaisie - Maldives - Îles Marshall - États fédérés de Micronésie - Mongolie | - Birmanie - Nauru - Népal - Nouvelle-Zélande - Pakistan - Palaos - Papouasie-Nouvelle-Guinée - Pays-Bas - Philippines - Royaume-Uni - Russie - Samoa - Singapour - Îles Salomon | - Sri Lanka - Tadjikistan - Thaïlande - Timor oriental - Tonga - Turkménistan - Turquie - Tuvalu - Ouzbékistan - Vanuatu - Viêt Nam |

## États associés
- Samoa américaines
- Îles Cook
- Polynésie française
- Guam
- Hong Kong (Chine)
- Macao (Chine)
- Nouvelle-Calédonie
- Niue
- Îles Mariannes du Nord